# Pucarani
Pucarani es una localidad y municipio de Bolivia, capital de la provincia de Los Andes en el departamento de La Paz. Es parte de la Región Metropolitana de La Paz.
Se encuentra ubicado a 30 km de la ciudad de La Paz, capital del departamento, a una altitud de 3865 metros sobre el nivel del mar. Según el censo nacional de 2012, el municipio de Pucarani contaba con una población de 29 379 habitantes, a la actualidad, el censo de 2024 estableció una población de 49 701 habitantes.
El acceso a la localidad se realiza a través de la Ruta Nacional 2, que atraviesa el territorio del municipio.

## Historia

### Época republicana
El 18 de septiembre de 1855, luego de las elecciones presidenciales de 1855 que habían dado como ganador al presidente Jorge Córdova, se dio el Combate de Pucarani, que fue un enfrentamiento bélico contra los sublevados del candidato opositor José María Linares.
Los sublevados en Achacachi, encabezados por el coronel Gregorio Lanza, se dirigieron a la población de Pucarani y la tomaron esperando ir hasta la ciudad de La Paz. Inmediatamente el general Demetrio Molina avanzó sobre los sublevados derrotándolos en la localidad con un refuerzo de una compañía de soldados llegados desde La Paz.

#### Primer movimiento de caciques apoderados
Bajo el amparo de la Ley de Exvinculación de 1874, en 1913, 96 caciques apoderados de cuatro departamentos: La Paz, Potosí, Oruro y Cochabamba, liderados por Martín Vásquez presentaron un reclamo al presidente Ismael Montes exigiendo el cumplimiento de la ley de 23 de noviembre de 1912 y la de 1883, que planteaban:
- Prohibición del postillonaje y servicios forzados.
- Exención de impuesto territorial a las tierras adquiridas mediante la composición con la Corona Española.

Entre estos 96 caciques que gestionaron la presentación del reclamo, 26 eran del departamento de La Paz y 5 de ellos de Pucarani: Leandro Arequipa, Calixto Tinta, Manuel Arequipa, Sebastián Murga y Juan Guachalla.

#### Educación indigenal
En 1922 el presidente Bautista Saavedra autorizó la implementación de escuelas rurales para las comunidades que así lo solicitaran. El 7 de octubre de autorizó la creación de una nueva escuela en Pucarani a solicitud  de los ayllus de la región. Este tipo de medidas fueron consecuencia del surgimiento del movimiento de caciques apoderados entre los que se encontraba en esta etapa: Esteban Machaca, cacique de Pucarani.

#### Guerra del Chaco
Entre 1932 y 1935, durante la guerra del Chaco, los habitantes de las poblaciones del Altiplano fueron obligados tanto por el ejército como por los hacendados, a enrolarse en las tropas que defenderían el territorio boliviano frente a Paraguay. Esta presión, que en muchos casos se ejerció para apropiarse de las tierras comunales, se tradujo en reacciones en Pucarani, Laja y Achacachi. En Pucarani la comunidad ejecutó al juez instructor y cortó la línea del telégrafo, donde posteriormente se dieron sucesivas represiones violentas provenientes del Estado entre las que se destaca la liderada por el cura Alfonso Ibar quien reclutó un grupo de 400 carabineros voluntarios para restablecer por la fuerza el control en Pucarani, Achacachi y Laja.

#### Rebelión de 1947
En 1945 se desarrolló el Primer Congreso indigenal, tras el mismo, el gobierno de Gualberto Villarroel promulgó normativas que pretendían responder a los planteamientos que los representantes indígenas desarrollaron. En 1946, Villarroel fue asesinado durante una revuelta en La Paz.
En 1947 se vivió un ciclo iniciado en enero por los caciques de Pucarani, y extendido en diferentes regiones de Bolivia como la provincia de Ayopaya, en el departamento de Cochabamba, Culpina en el departamento de Chuquisaca, diferentes comunidades como: Puerto Pérez, Laja, Topoco y Jayujayu en el departamento de La Paz, y en el norte del departamento de Potosí. En el periodo comprendido entre enero y junio de ese año se desarrollaron revueltas y acciones  de rechazo al abuso de hacendados conocidas como Rebelión de 1947.

## Geografía
El municipio ocupa la parte central de la provincia, al oeste del departamento de La Paz. Limita al norte con los municipios de Batallas y Puerto Pérez, al oeste con el lago Titicaca y la provincia de Ingavi, al sur con el municipio de Laja, y al este con la provincia de Murillo.
Su topografía está conformada por serranías bajas y, en menor proporción, por montañas y colinas de pendiente escarpada, con valles estrechos y pendientes. Su clima es altiplánico, con una temperatura media anual de 11 °C.
Dentro de su territorio se encuentran algunas lagunas glaciales, cerca de los nevados importantes de la Cordillera Real de los Andes. Entre estas lagunas se encuentra la laguna Tuni.

## Demografía
De acuerdo con el censo boliviano de 2024, la población del municipio de Pucarani es de 49 701 habitantes.
La población del municipio aumentó más del doble entre 1992 y 2024:
| Año  | Habitantes (municipio) | Fuente |
| ---- | ---------------------- | ------ |
| 1992 | 22.799                 | Censo  |
| 2001 | 26.802                 | Censo  |
| 2012 | 29.594                 | Censo  |
| 2024 | 49.701                 | Censo  |

## Organización política

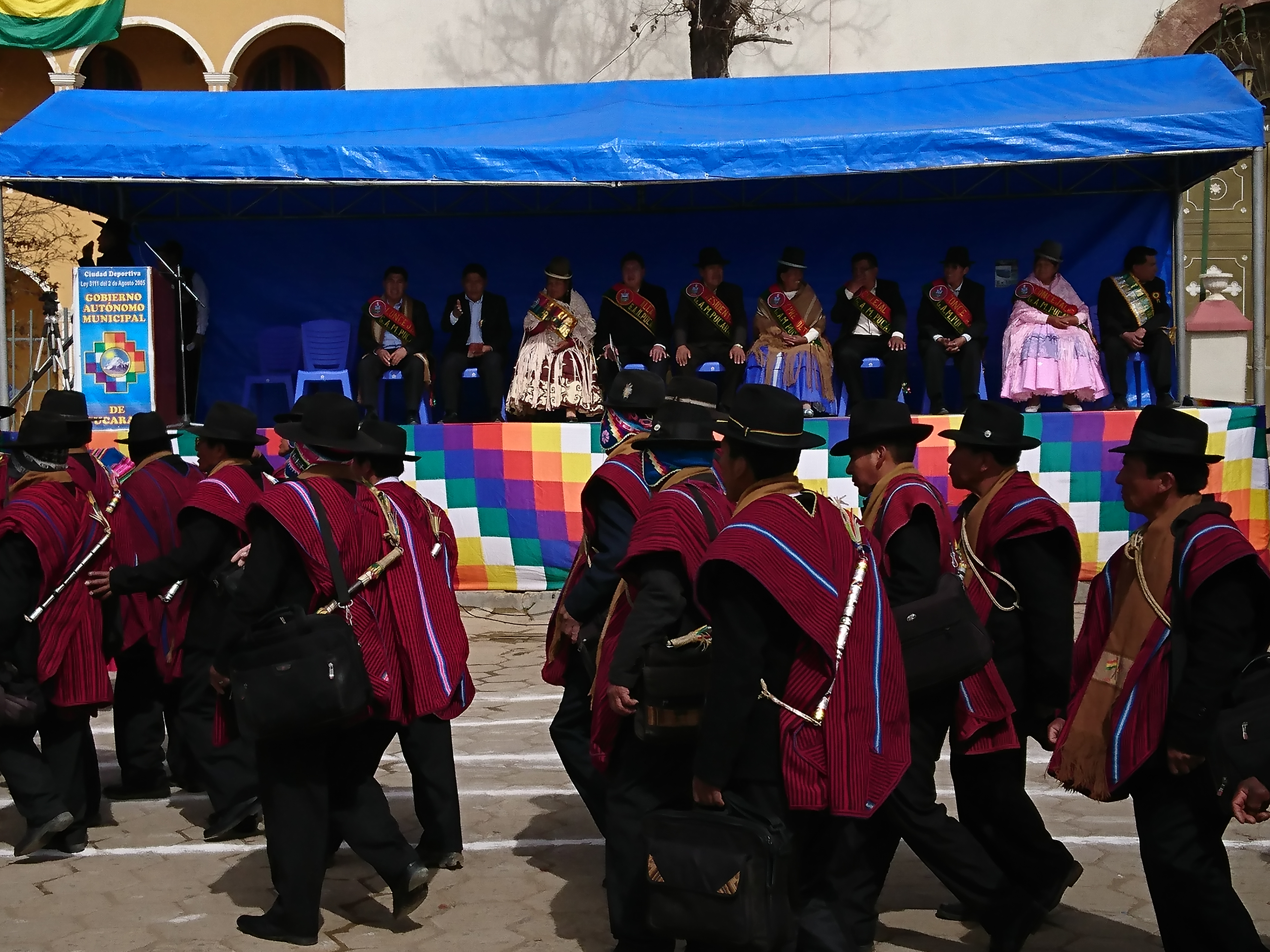
Desfile cívico de comunidades del Municipio frente a autoridades municipales.

La organización política-administrativa implementada por el Estado boliviano, que establece jerarquías de autoridades elegidas por medio del sistema de votos,  se combina de manera factual con organizaciones precoloniales, como el aillu, y la marka, vigentes desde la organización basada en Señoríos aimaras que establece autoridades como: hilacatas, tamanis, y mallkus, la pervivencia de estos sistemas está relacionada con los datos censales de 2012, en los que del total de habitantes del municipio de Pucarani, el 90% de la población se auto identificó como indígena, de este grupo el 97% se autodefinió como aimara y el 3% restante como quechua, originario, campesino, indígena, o indígena u originario no identificado.

## Economía

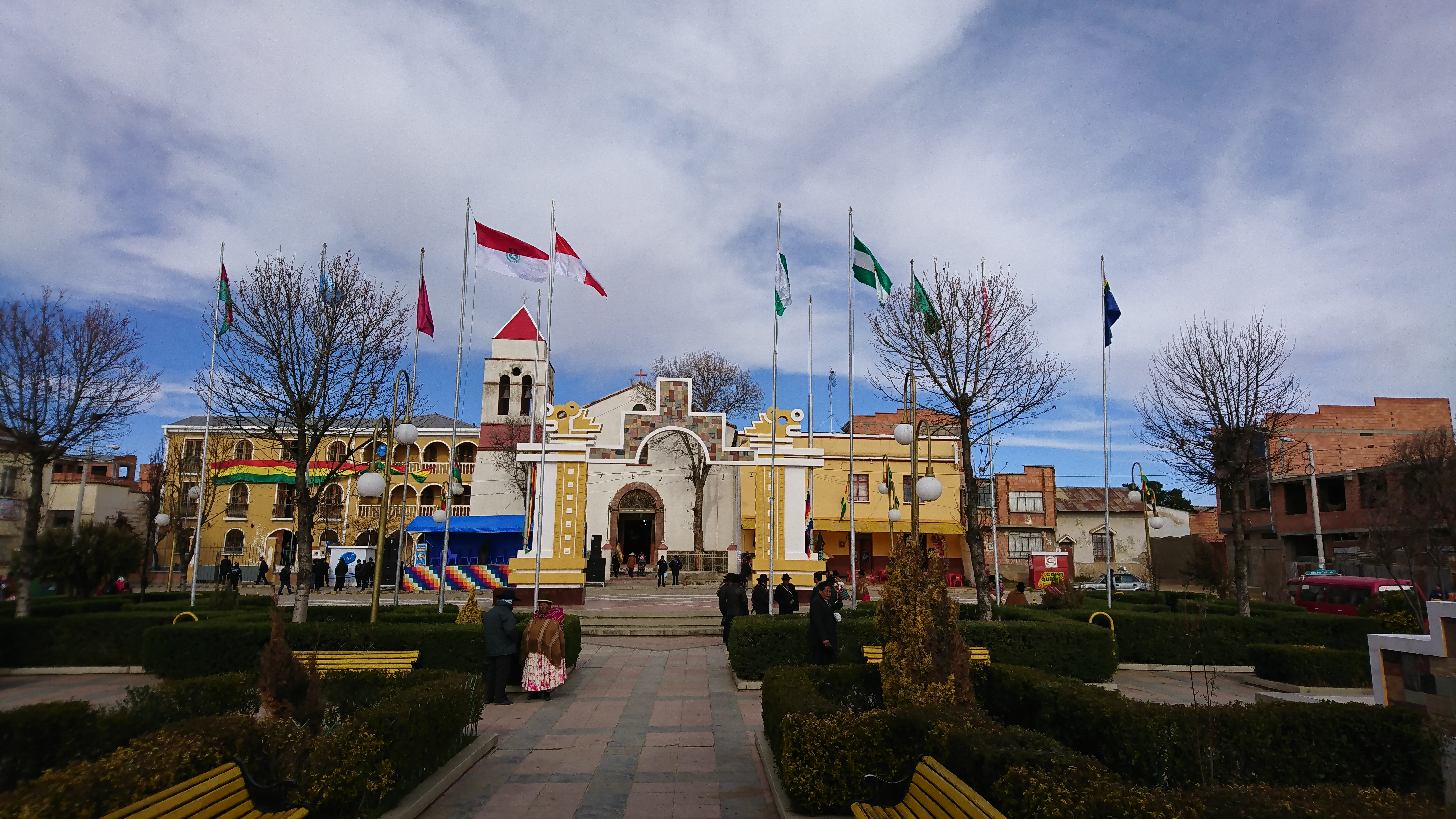
Plaza Principal de Pucarani

La producción agrícola de Pucarani es de tipo tradicional, con cultivos de papa, cebada, avena, haba, quinua, alfalfa, y productos derivados como el chuño y la tunta, además de hortalizas, como zanahoria y ajo.
La actividad pecuaria incluye la cría de vacunos, ovinos y camélidos, además de la obtención de subproductos como lácteos y charque, que son destinados al consumo doméstico y los excedentes son comercializados en forma directa o venta por contrato (anticipado), constituyéndose en una importante fuente de abastecimiento de productos agrícolas para las ciudades de La Paz y El Alto.
En menor escala, la minería constituye otra actividad a la cual se dedica la población, con la explotación de oro que es comercializado en La Paz y El Alto. Su extracción es realizada mediante el lavado de arenas provenientes en los cursos de los ríos de la cordillera, además de la explotación de estaño y silicio, este último vendido a la fábrica de vidrio plano de la ciudad de El Alto.

## Patrimonio Cultural
En el marco de las atribuciones de los gobiernos subnacionales en Bolivia, el Gobierno Autónomo Municipal de Pucarani identifica y protege su patrimonio a través de la Ley Autonómica Municipal N°31 Ley Autonómica Municipal de patrimonio cultural arqueológico del Municipio de Pucarani, en vigencia desde 2017.